# Hippoporina americana
Hippoporina americana är en mossdjursart som först beskrevs av Addison Emery Verrill 1875.  Hippoporina americana ingår i släktet Hippoporina och familjen Bitectiporidae.
Artens utbredningsområde är Mexikanska golfen. Inga underarter finns listade i Catalogue of Life.